# Drapetis simulans
Drapetis simulans är en tvåvingeart som beskrevs av Collin 1961. Drapetis simulans ingår i släktet Drapetis och familjen puckeldansflugor. Arten är reproducerande i Sverige. Inga underarter finns listade i Catalogue of Life.